# پاسکال بولینی
پاسکال بولینی (انگلیسی: Pascal Bollini؛ زادهٔ ۱۵ فوریهٔ ۱۹۶۶) بازیکن فوتبال اهل فرانسه است.
از باشگاه‌هایی که در آن بازی کرده‌است می‌توان به باشگاه فوتبال سدان و باشگاه فوتبال استاد رنس اشاره کرد.